# Galicyjskie Towarzystwo Genealogiczne
Galicyjskie Towarzystwo Genealogiczne (GTG) – stowarzyszenie z siedzibą w Przemyślu działające od 1998 r.
Podstawowym celem Towarzystwa jest m.in. upowszechnianie wiedzy genealogicznej i heraldycznej wśród społeczeństwa, inicjowanie i koordynowanie badań w tym zakresie, roztaczanie opieki nad dziedzictwem kultury ze szczególnym uwzględnieniem Ziemi Przemyskiej i terenów dawnej Galicji. W niedalekiej przyszłości GTG planuje prowadzić działalność wydawniczą. Wśród członków założycieli Stowarzyszenia są m.in. osoby duchowne, parlamentarzyści, przedstawiciele władz, naukowcy i dziennikarze.
Prezesem Galicyjskiego Towarzystwa Genealogicznego jest Janusz Motyka, a sekretarzem Barbara Butrym.
Towarzystwo zostało postawione w stan likwidacji z dniem 1 czerwca 2019 r. Likwidacja Galicyjskiego Towarzystwa Genealogicznego.